# Boeing 777X
Dimensions
Le Boeing 777X est un avion de ligne biréacteur à fuselage large en cours de développement par la société Boeing, il s'agit de la troisième génération du modèle Boeing 777, après les modèles 777-200 et 777-300. Il utilise des nouveaux moteurs GE9X, des ailettes repliables et d'autres technologies issues du développement du Boeing 787. Il est proposé en deux variantes : le 777-8 et le 777-9. Son premier vol a eu lieu le 25 janvier 2020.

## Historique
Il devait effectuer son premier vol le 13 mars 2019 mais a été annulé en raison d’un problème sur  les réacteurs et la porte cargo. Le premier décollage a finalement lieu le 25 janvier 2020 à 10:09 Heure du Pacifique (après avoir été repoussé de 24 h à cause de vents violents).
Lors d'essais entre août et septembre 2019, une porte a été arrachée alors que des inspecteurs de l’agence fédérale de l’aviation (FAA) étaient présents pour valider une partie de la certification du nouvel avion. Boeing a suspendu les tests afin de faire toute la lumière sur cet incident. La mise en service est alors estimée par Boeing à 2021. En juin 2021, la FAA estime qu'il ne sera certifié qu'en mi-2023 au plus tôt pour une entrée en service en 2024.
Le 31 janvier 2022, à la suite d'un conflit entre Airbus et Qatar Airways, Boeing reçoit sa plus grande commande pour des avions de Fret, pour 34 777-8F et 16 en option d'un montant de 20 milliards de dollars. Cette commande est accompagnée d'autres commandes pour des 737 Max. Qatar Airways devient donc le client de lancement de la version Fret du 777X.
En avril 2022, un nouveau report est annoncé et les premières livraisons n'auront lieu – au plus tôt – qu'en 2025.
En 2023, la longueur du 777-8 augmente, passant de 69,79m à 70,86m pour coller à la nouvelle version cargo, le 777-8F. Le nombre de sièges dans une configuration typique à deux classes est aussi augmenté, passant de 384 à 395 sièges. Son rayon d'action se voit également légèrement modifié, passant de 16 170 km à 16 190km.
En août 2024, les tests en vol sont suspendus après la découverte de la défaillance d'une pièce reliant le moteur à la structure de l'avion sur le modèle 777-9,.
Au début de l'année 2025, Boeing a déjà assemblé 30 exemplaires environ de B777X, qui sont stockés en raison du retard de certification. Une fois cette dernière obtenue, ces appareils devront être modifiés dans l'optique d'adapter à la spécification définitive avant leur livraison. 
En février 2025, le plus important client du B777X, Emirates, a communiqué à Bloomberg que la première livraison est prévue en 2027 ou 2028, en estimant plus de retard du programme. Sans doute affecté par ce retard, à la fin de 2024 Boeing a réduit le nombre des commandes fermes de 38 B777X dans la liste et les a placés dans la catégorie des appareils « ASC 606 » dont la livraison reste incertaine. Ce rapport financier annuel du constructeur présente donc 358 B777X de commandes fermes à livrer, contre 396 dans le dossier présenté 3 mois auparavant.

## Conception

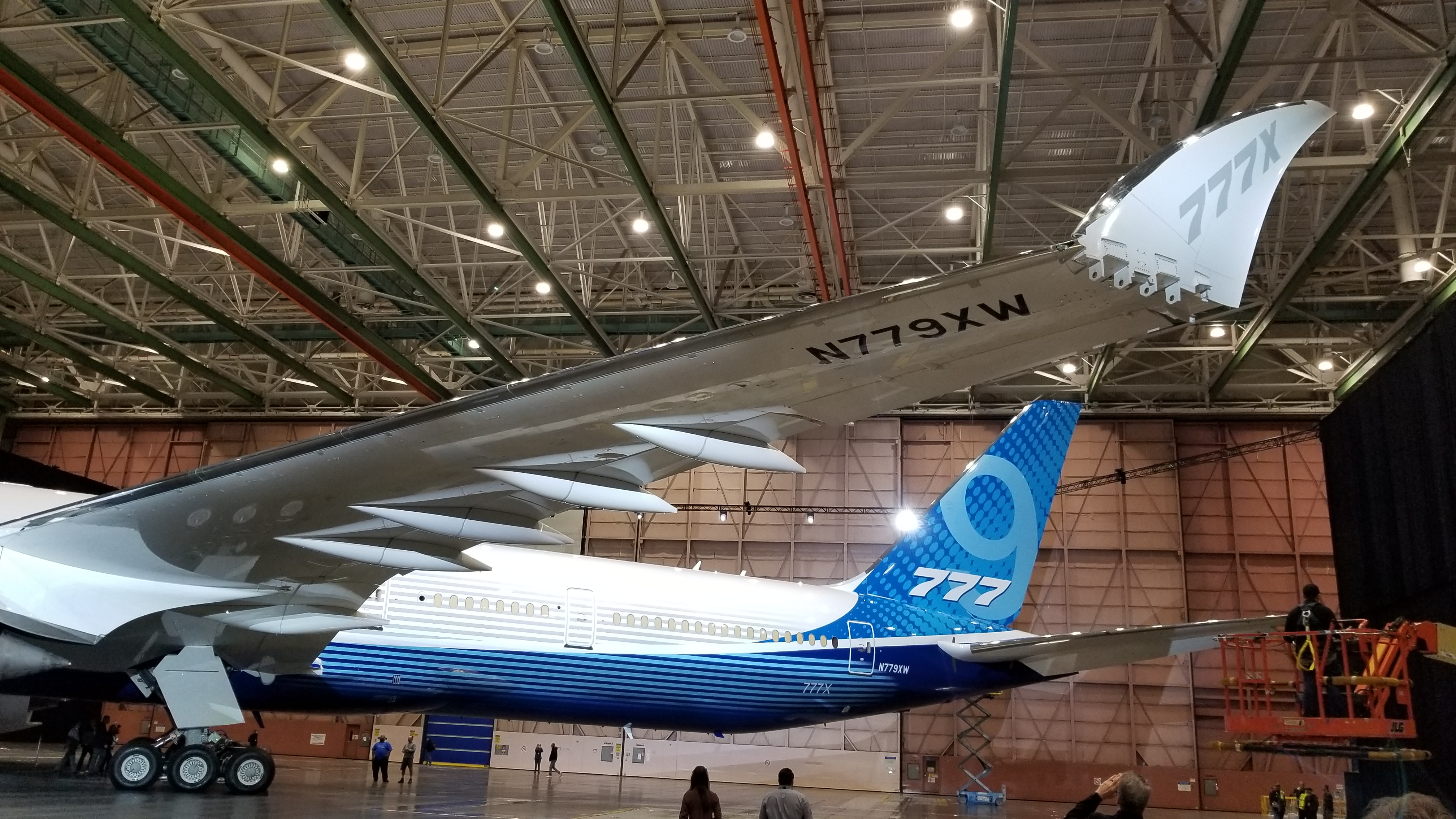
L'extrémité d'une aile de 777X repliée, lors d'une démonstration à Everett.

Face à la concurrence de l'Airbus A350 XWB, le Boeing 777 se devait d'être amélioré, c'est pourquoi le modèle 777X est conçu. Le nouveau modèle est prévu pour consommer 12 % de carburant en moins et présenter des coûts d'exploitation 10 % plus faibles par rapport à la concurrence.
L'appareil est présenté pour la première fois au public en 2013 lors du salon aéronautique de Dubaï.
Le Boeing 777X est doté d'une envergure de 71,75 mètres ; chaque aile sera ainsi 3,5 mètres plus longue que celles du Boeing 777 de 64,8 mètres d'envergure. Les extrémités des ailes sont conçues pour être repliables afin de ne pas poser de problème dans les aéroports.

## Caractéristiques techniques
| Modèle                               | 777-8                           | 777-9                           |
| ------------------------------------ | ------------------------------- | ------------------------------- |
| Équipage technique (PNT)             | 2                               | 2                               |
| Nombre typique de sièges             | 395 (2 classes)                 | 426 (2 classes)                 |
| Capacité cargo (conteneurs)          | 40 LD3                          | 48 LD3                          |
| Longueur                             | 70,86 m                         | 76,72 m                         |
| Hauteur de la dérive                 | 19,49 m                         | 19,53 m                         |
| Envergure Ailes dépliées             | 71,75 m                         | 71,75 m                         |
| Envergure Ailes repliées             | 64,85 m                         | 64,85 m                         |
| Surface alaire                       | 466,6 m²                        | 466,6 m²                        |
| Facteur de forme                     | 11.043787489289                 | 11.043787489289                 |
| Largeur de cabine                    | 5,96 m                          | 5,96 m                          |
| Largeur des sièges                   | 45,72 cm (10 sièges par rangée) | 45,72 cm (10 sièges par rangée) |
| Largeur du fuselage                  | 6,20 m (comme le Boeing 777)    | 6,20 m (comme le Boeing 777)    |
| Masse à vide (OEW)                   | À définir                       | 188 241 kg                      |
| Masse maximale sans carburant (MZFW) | À définir                       | 256 000 kg                      |
| Masse maximale au décollage (MTOW)   | 351 500 kg                      | 351 500 kg                      |
| Masse maximale à l'atterrissage      | À définir                       | 266 000 kg                      |
| Kérosène transportable               | À définir                       | 198 000 ℓ                       |
| Rayon d'action maximal               | 16 190 km Variable              | 13 500 km                       |
| Réacteurs (×2)                       | General Electric GE9X-105B1A    | General Electric GE9X-105B1A    |
| Poussée (×2)                         | 467 kN                          | 467 kN                          |

### Construction
Les ailes en composites de l'avion ont nécessité la construction d'une usine à Everett pour un montant de 2 milliards de dollars.

### Motorisation
Les deux moteurs de l'appareil sont des GE9X de 3,35 mètres de diamètre. Ces moteurs fabriqués par General Electric promettent une réduction de la consommation de 10 % et des émissions de gaz carbonique réduites de 30 % par rapport aux GE90-115B de l'actuel Boeing 777-300ER, ce qui devrait permettre de répondre aux exigences écologiques CAEP/8. Les moteurs GE9x seront les moteurs à réaction les plus puissants au monde . Cependant les techniciens ont remarqué des problèmes avec les moteurs ce qui retarde encore plus le projet Boeing 777X qui est déjà en retard.

## Commandes
| Date             | Pays  | Client                          | Commandes | Commandes |
| Date             | Pays  | Client                          | Total     | Livrés    |
| 17 novembre 2013 | DE    | Lufthansa                       | 20        | 0         |
| Mai 2022         | DE    | Lufthansa                       | 7         | 0         |
| 17 novembre 2013 | UAE   | Etihad Airways                  | 25        | 0         |
| 20 décembre 2013 | HKG   | Cathay Pacific                  | 21        | 0         |
| Novembre 2011    | UAE   | Emirates                        | 6         | 0         |
| 14 juillet 2014  | UAE   | Emirates                        | 150       | 0         |
| 6 juin 2023      | UAE   | Emirates                        | 16        | 0         |
| 13 novembre 2023 | UAE   | Emirates                        | 90        | 0         |
| 16 juillet 2014  | QAT   | Qatar Airways                   | 50        | 0         |
| Juin 2015        | QAT   | Qatar Airways                   | 10        | 0         |
| Janvier 2022     | QAT   | Qatar Airways                   | 14        | 0         |
| Juillet 2024     | QAT   | Qatar Airways                   | 20        | 0         |
| 31 juillet 2014  | JAP   | All Nippon Airways              | 1         | 0         |
| 31 juillet 2014  | JAP   | ANA Holdings Inc.               | 19        | 0         |
| 4 juin 2015      |       | Client anonyme                  | 10        | 0         |
| 9 février 2017   | SIN   | Singapore Airlines              | 20        | 0         |
| Février 2021     | SIN   | Singapore Airlines              | 11        | 0         |
| 22 mars 2019     | UK    | British Airways                 | 18        | 0         |
| 14 février 2023  | IND   | Air India                       | 10        | 0         |
| Septembre 2022   | LUX   | Cargolux Airlines International | 10        | 0         |
| Septembre 2022   | AZE   | Silk Way West Airlines          | 2         | 0         |
| Mars 2024        | ETH   | Ethiopian Airlines              | 8         | 0         |
| Juillet 2024     | KOR   | Korean Air                      | 20        | 0         |
| 19 décembre 2024 | TWN   | China Airlines                  | 10        | 0         |
| Total            | Total | Total                           | 528       | 0         |